# گاوخونی (رمان)
گاوخونی رمان کوتاهی  از جعفر مدرس صادقی  است. این داستان، که در آذرِ ۱۳۶۰ نوشته شده و سال ۱۳۶۲ در ایران به وسیله نشر نو و در سال‌های بعد توسط نشر مرکز به چاپ رسیده‌است، مشهورترین کتاب نویسنده بوده است.

## ویژگی‌ها و شیوه نگارش
این رمان به ۲۴ بخش سه تا چهار صفحه‌ای تقسیم شده است و نگارشی روان و ساده دارد. در گاوخونی شیوهٔ بیان، آمیزه‌ای از سنت‌های کهن و نو است و به قول دیک دیویس یکی از
شاهکارهای ادبیات معاصر ایران به شمار آورد. دیک دیویس بر این باور است که این داستان را بهتر از هر چیزی می‌توان با این جملهٔ معروف باشو، شاعر ژاپنی، معرفی کرد:
«پا جای پای شاعران گذشته نگذار؛ در پی آن باش که آنها در پی آن بوده‌اند».
داستان گاوخونی با تعریف یک خواب از زبان راوی شروع می‌شود و ادامه داستان نیز با یک لحن ثابت و با روایت اول شخص ادامه می‌یابد. راوی تفکرات جاری خود را به صورت سیال در زمان، مکان و واقعیت بیان می‌کند. زمان داستان بین حال و گذشته سیال است و مکان اتفاقات، اصفهان و تهران هستند که این مکان‌ها هم در هم مخلوط می‌شوند. همچنین داستان بین واقعیت و خیال جابه‌جا می‌شود به گونه‌ای که فضای داستان بین خواب و بیداری نوسان داشته و عناصر غیرواقعی به فضای بیرون کشیده می‌شوند.

## درونمایه و دیدگاه‌ها
این کتاب را می‌توان یک کتاب اجتماعی دانست که به بسیاری از سنت‌های اجتماعی خرده می‌گیرد. یکی از جستارهایی که بخش درخوری از این کتاب به آن پرداخته شده‌است زندگی زناشویی و داستان ازدواج است که داستان نسبتاً مشترک ازدواج و چشم‌داشت‌های پیش از آن و نتیجه‌ها و پیامدها و دستاوردهای آن را به شیوهٔ بسیار هنرمندانه‌ای به تصویر کشیده‌است.

## در قیاس با بوف کور
این داستان را شاید بتوان با بوف کور نوشته صادق هدایت سنجید چون دورنمای نشان داده شده در این داستان تا اندازه‌ای شبیه دورنمای نشان داده شده در بوف کور است. برای نمونه در هر دو داستان شخص اول به جای این که به دختر آرمانی (اثیری) خود برسد به دختری با ویژگی‌های ناخواستهٔ دیگر می‌رسد که نه تنها پسندیدهٔ او نیست بلکه نشان دهندهٔ هدف‌های دیگر در ازدواج آن‌هاست که ازدواج را از انگیزهٔ اصلی خود دور کرده‌است. نمونهٔ این سخن را می‌توان در این بخش داستان دید که در هر دو داستان زن شخص اول می‌خواسته تا دارای بخشی از دارایی وی شود با این دگرسانی که در «بوف کور» به این کامیابی نمی‌رسد ولی در گاوخونی می‌رسد.
هرچند که اثرگذاری بوف کور در این داستان دیده می‌شود ولی تفاوت‌های فراوانی میان آنها دیده می‌شود.

## خلاصه داستان
راوی داستان پسر جوانی است که از اصفهان (زادگاه و محل خانه پدری) به تهران آمده و با دو دوست (هر دو پسر) در خانه‌ای زندگی می‌کنند. راوی خاطرات به هم پیچیده و معمولاً تلخ از دوران کودکی و نوجوانی دارد که عشق نافرجام و مرگ پدر و مادرش از آن جمله است. راوی داستان معمولاً در حال تعریف خواب‌های خود برای مخاطب است، خواب‌هایی که در آنها گذشته راوی به تدریج آشکار و جزییات مرموز و روانی راوی بیان می‌شود. خواب‌های راوی بیشتر شامل خاطرات پدر است، پدری که هر روز صبح زود بیرون می‌رفت و در زاینده رود شنا می‌کرد و یک بار خواب می‌بیند که روزی آنقدر به پایین دست رودخانه رفت که در باتلاق گاوخونی غرق شد و مرد. (هر چند که پدرش در مغازه خود و پشت میز کارش فوت کرده بود) راوی بعد از مرگ پدر به اصفهان برگشته و با معشوقه کودکی (دختر عمه‌اش) ازدواج می‌کند، اما وضعیت روانی اصفهان، خاطرات دیوانه کننده کودکی و شرایط نابسامان روانی در راوی که منجر به تصمیم سریع او برای ازدواج شده بود در ادامه منجر به نابسامانی زندگی و جدایی سریع از همسرش می‌شود. پدر مرده تا انتهای داستان حضور دارد و سرانجام به صورتی سیال بین واقعیت و خیال (تا جایی که در اواخر داستان در خواب نیز خواب‌هایش را می‌نویسد و این جاست که داستان شکل پیچیده‌ای می‌یابد) در خواب می‌بیند یا منجر به غرق شدن و مرگ راوی در وسط خیابان لاله‌زار تهران می‌شود.

## اقتباس سینمایی
بهروز افخمی گارگردان سینمای ایران با فیلم‌نامه‌ای که خودش از روی رمان «گاوخونی» نوشته، در سال ۱۳۸۱، گاوخونی (فیلم) را ساخته است. این فیلم در سال ۱۳۸۳ در بخش «دو هفته با کارگردانان» جشنواره فیلم کن به نمایش درآمد.

## ترجمه به زبان‌های دیگر
رمان «گاوخونی» به انگلیسی ترجمه شده و در سال ۱۹۹۶ در آمریکا منتشر شده‌است:
- The Marsh [Gavkhuni], a novel by Jafar Modarres-Sadeqi, translated from the Persian by Afkham Darbandi. Introduction by Dick Davis. Mazda Publishers, Costa Mesa, California, ۱۹۹۶.

این کتاب همچنین توسط مریوان حلبچه‌ای به زبان کردی ترجمه و از سوی انتشارات ده‌زگای وه‌رگیران در کردستان عراق به چاپ رسیده‌است.